# Erik Charell
Erik Charell (* 8. April 1894 in Breslau; † 15. Juli 1974 in München; eigentlich Erich Karl Loewenberg) war ein deutscher Regisseur und Schauspieler.

## Leben

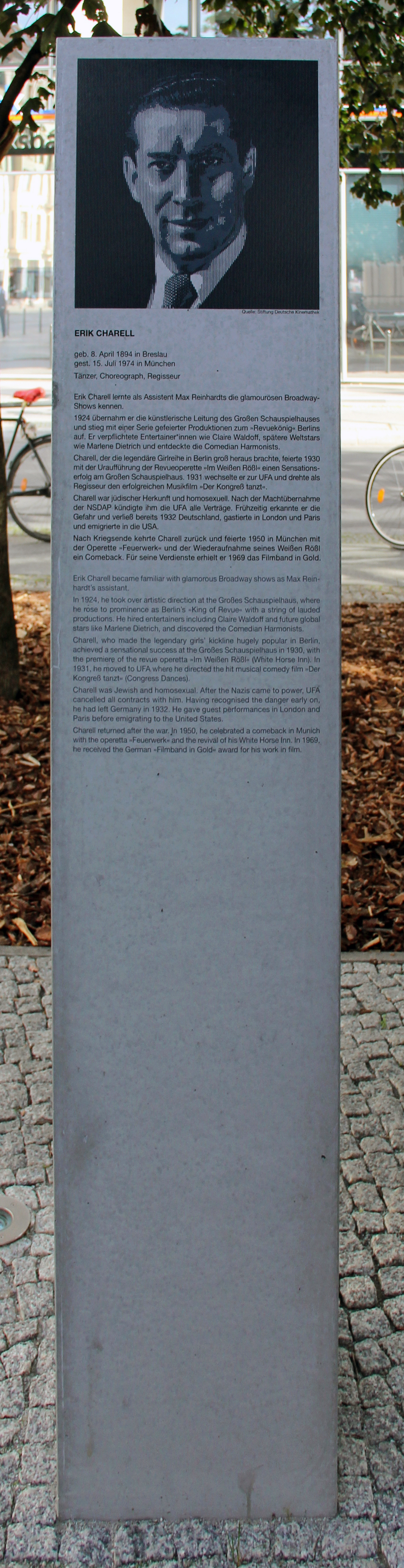
Gedenktafel, Friedrichstraße 107, in Berlin-Mitte

Charell studierte Tanz und wurde laut eigener Angabe 1913 bei einer Aufführung der Ballett-Pantomime Venezianische Abenteuer eines jungen Mannes von Karl Gustav Vollmoeller am Deutschen Theater (Inszenierung Max Reinhardt) erstmals von der Presse bemerkt. Charell gründete das Charell-Ballet und tourte damit während und nach dem Ersten Weltkrieg erfolgreich durch Europa (künstlerische Leitung: Ludwig Kainer; musikalischer Direktor: Friedrich Holländer). Er demonstrierte sein schauspielerisches Talent in zwei Stummfilmen, Paul Lenis Prinz Kuckuck (1919) und Richard Oswalds Nachtgestalten (1920). 1923 engagierte Max Reinhardt Charell als Assistant Stage Manager für das New York-Gastspiel von Vollmöllers The Miracle. 1924, nach der Rückkehr nach Deutschland, bot Reinhardt Charell und seinem älteren Bruder Ludwig die Leitung des Großen Schauspielhauses in Berlin an, das zu den Reinhardt-Bühnen gehörte.
1924 brachte Charell seine erste Revue heraus. Sie hatte den Titel An Alle. Als Sensation wurde empfunden, dass er es schaffte, die weltberühmten Tiller-Girls aus London zu verpflichten. Es folgten 1925 die Revuen Für Dich und 1926 Von Mund zu Mund, jeweils mit international zusammengestellter Musik von Irving Berlin, Jerome Kern, Ralph Benatzky u. a.
Nach der Serie von reinen Revuen brachte Charell nach 1926 modernisierte Operettenklassiker wie Der Mikado, Wie einst im Mai, Madame Pompadour und Die lustige Witwe als zeitgemäße Jazz-Spektakel. Danach schuf er zusammen mit dem Komponist Ralph Benatzky eigenständige Operetten, wobei jene Trilogie von historischen Revue-Operetten entstand, auf denen bis heute Charells Ruhm ruht: Casanova (1928), Die drei Musketiere (1929) und Im weißen Rößl (1930). Gerade das Rössl sollte zur erfolgreichsten Kreation von Charells Karriere werden, er inszenierte das Stück in den Folgejahren selbst in London (1931), Paris (1932) und New York (1936). Dabei entstanden jeweils eigenständige Fassungen, mit neu hinzugefügter Musik, neuen Übersetzungen, teils auch mit neuen Instrumentationen. Der spätere Film mit Johannes Heesters (1952) ist eine Charell-Produktion.
Viele später sehr berühmte Schauspieler und Sänger traten zuerst unter Charells Regie auf, darunter Marlene Dietrich, Joseph Schmidt, Max Hansen und Camilla Spira. Auch die Comedian Harmonists wurden von Charell für Casanova entdeckt und durch ihr Auftreten in der Produktion im Großen Schauspielhaus (und der Anwesenheit der internationalen Presse bei der Premiere) über Nacht weltberühmt.
Charell gehörte das Landhaus Lesser in Sacrow, Am Hämphorn Nr. 5, das er 1934 Jenny Jugo überließ. Ab 1939 drohte die Zwangsversteigerung, Jenny Jugo bezahlt alte Hypotheken und konnte so die Versteigerung abwenden. Nach dem Kriegseintritt der USA folgt die Enteignung, Charell galt inzwischen als amerikanischer Staatsbürger.
Wegen seines Talents zur prunkvollen Inszenierung übertrug der Ufa-Produzent Erich Pommer ihm 1931 zusammen mit seinem Ausstatter Ernst Stern die Regie des Films Der Kongreß tanzt, einem der ersten und zugleich auch erfolgreichsten Musikfilme der frühen Tonfilm-Ära.
1933 löste die Ufa wegen Charells jüdischer Abstammung einen Vertrag über weitere Filmvorhaben. Drei Jahre später wurde er erfolgreich vor einem deutschen Gericht verklagt auf Rückzahlung von 26.000 Reichsmark, die man ihm als Vorschuss gezahlt hatte für ein Odysseus-Tonfilm Operettenprojekt (mit Hans Albers in der Titelrolle). Das Reichsgericht als Revisionsinstanz berief sich dabei auf eine Vertragsklausel, nach welcher der Vertrag nichtig werde, wenn Charell das Projekt nicht verwirklichen könne:

„Wenn in Nr. 6 des Manuskriptvertrages v. 24.Febr.1933 davon die Rede ist, dass Charell ‚durch Krankheit, Tod oder ähnlichem Grund nicht zur Durchführung seiner Regietätigkeit imstande sein sollte‘, so ist unbedenklich eine aus gesetzlich anerkannten rassepolitischen Gesichtspunkten eingetretene Änderung in der rechtlichen Geltung der Persönlichkeit dem gleichzuachten, sofern sie die Durchführung der Regietätigkeit in entsprechender Weise hindert, wie Tod oder Krankheit es täte.“

Charell war zu dem Zeitpunkt bereits in die USA emigriert, wo er zuvor in Hollywood erfolglos die Tonfilmoperette Caravan gedreht hatte (mit Musik von Werner Richard Heymann): ein Flop, der seine kaum gestartete Hollywoodkarriere sofort wieder beendete. So wurde auch ein geplanter Musikfilm über den Tänzer Nijinsky für die Firma MGM nicht realisiert.
Neben der erwähnten und sehr erfolgreichen White Horse Inn-Produktion 1936 (im Center Theatre) arbeitete Charell bis 1945 an verschiedenen Theatern in Manhattan, wo er unter anderem 1939 eine Musicaladaption von Shakespeares Sommernachtstraum unter dem Titel Swingin’ the Dream herausbrachte (nur mit schwarzen Darstellern, Bühnenbildern nach Motiven von Walt Disney und Musik von Jimmy van Heusen). Nach dem Krieg kehrte Charell nach München zurück, wo ihm am Staatstheater am Gärtnerplatz mit der Musikalischen Komödie Feuerwerk (Musik von Paul Burkhard) ein großer Wurf gelang; der Hit O mein Papa aus Feuerwerk wurde international bekannt. In den 1950er Jahren schuf Charell in Frankreich eine Bühnenfassung von Der Kongreß tanzt, die aber keine weitere Verbreitung fand. Außerdem produzierte er Verfilmungen seiner Erfolgsstücke, neben dem erwähnten Rössl-Film von 1952 Feuerwerk mit der jungen Romy Schneider sowie Lilli Palmer.
Aus Frustration über die Nachkriegs-Operettenszene und einen gescheiterten Versuch, zusammen mit Robert Gilbert einen 2. Teil des Rössl zu schreiben, konzentrierte sich Charell in den 1960er-Jahren zunehmend aufs An- und Verkaufen von Kunst; er besaß zusammen mit seinem Bruder Ludwig eine bedeutende Sammlung von Toulouse-Lautrec-Lithographien und Moderner Malerei.
Erik Charell erhielt 1969 für „langjähriges und hervorragendes Wirken im deutschen Film“ das Filmband in Gold.
Er starb im Alter von 80 Jahren in München und wurde auf dem Ostfriedhof eingeäschert. In einem Nachruf heißt es: „28 Freunde entboten ihm den letzten Gruß in der Stadt, der seine besondere Liebe galt. Ein Filmproduzent sprach zu seinem Gedächtnis, und zu Ehren des Charmeurs, der seine anmutigen Gaben gewissenhaft und umsichtig verwaltete, erklang der Triumphmarsch aus Verdis festlicher Oper ‚Aida‘.“ Die Urne wurde zuerst in der Urnenhalle auf dem Waldfriedhof Grünwald bei München beigesetzt. Im Jahr 1999 wurde die Asche auf der anonymen Fläche im dortigen Feld 2a umgebettet. Charells Lebenspartner Friedrich Zanner wurde als Nachlassverwalter eingesetzt, zusammen mit dem Münchner Rechtsanwalt Wolf Schwarz.
Die Sammlung von Lautrec-Lithographien wurde 1978 bei Sotheby’s versteigert.
Das Schwule Museum Berlin widmete Charell und seinem künstlerischen Schaffen vom 7. Juli bis 27. September 2010 erstmals eine eigene Ausstellung.
Am 18. November 2015 weihte der Friedrichstadt-Palast Berlin zu Ehren seiner Gründer Max Reinhardt, Hans Poelzig und Erik Charell feierlich ein Denkzeichen an der Friedrichstraße 107 ein.

## Filmografie

### Als Darsteller
- 1918: Galante Promenade[8]
- 1919: Prinz Kuckuck
- 1920: Nachtgestalten

### Als Regisseur
- 1931: Der Kongreß tanzt
- 1934: Caravan

### Als Produzent
- 1952: Im weißen Rößl (& Drehbuch)
- 1954: Feuerwerk

## Bühnenwerke
- 1924 An Alle! „Die große Schau im großen Schauspielhaus in zwei Akten und zwanzig Bildern“ mit Musik von Ralph Benatzky, Irving Berlin u. a.
- 1925 Für Dich (Revue)
- 1926 Von Mund zu Mund (Revue)
- 1927 Der Mikado (Neubearbeitung der Gilbert-&-Sullivan-Operette)
- 1927 Madame Pompadour (Neubearbeitung der Leo-Fall-Operette)
- 1928 Die lustige Witwe (Neubearbeitung der Franz-Lehár-Operette durch Schanzer und Welisch, mit Fritzi Massary und Max Hansen in den Hauptrollen)
- 1928 Casanova mit Musik von Ralph Benatzky und Johann Strauss, am Großen Schauspielhaus Berlin (mit Michael Bohnen in der Titelpartie)
- 1929 Drei Musketiere mit Musik von Ralph Benatzky, am Großen Schauspielhaus Berlin (mit Alfred Jerger, Max Hansen, La Jana und Siegfried Arno)
- 1930 Im weißen Rössl mit Max Hansen, Siegfried Arno, Camilla Spira u. a. am Großen Schauspielhaus Berlin, Musik von Ralph Benatzky u. a., Liedtexte von Robert Gilbert
- 1931 Der Kongreß tanzt mit Lilian Harvey, Willi Fritsch, Lil Dagover u. a.
- 1934 Caravan mit Charles Boyer und Loretta Young u. a.
- 1934 Caravane (in AT: Hochzeitsnacht) mit Charles Boyer, Annabella und Pierre Brasseur (gleichzeitig mit der englischen Fassung gedrehte französische Version von Caravan)
- 1936 The White Horse Inn mit Kitty Carlisle am Broadway
- 1939 Swingin' the Dream Broadwaymusical mit rein 'schwarzer' Besetzung nach Shakespeares Sommernachtstraum, mit Musik von Jimmy Van Heusen
- 1948 Casbah – Verbotene Gassen (Casbah) (als Regisseur für die Musikszenen)
- 1950 Das Feuerwerk (Neubearbeitung der Musikalischen Komödie Der schwarze Hecht von Paul Burkhard und Jürg Amstein; zusammen mit Robert Gilbert). Musik: Paul Burkhard. UA 16. Mai 1950 München (Staatstheater am Gärtnerplatz)
- 1951 Im weißen Rössl (musikalische Neufassung für das Theater am Gärtnerplatz, München)